# Friedrich Bülau

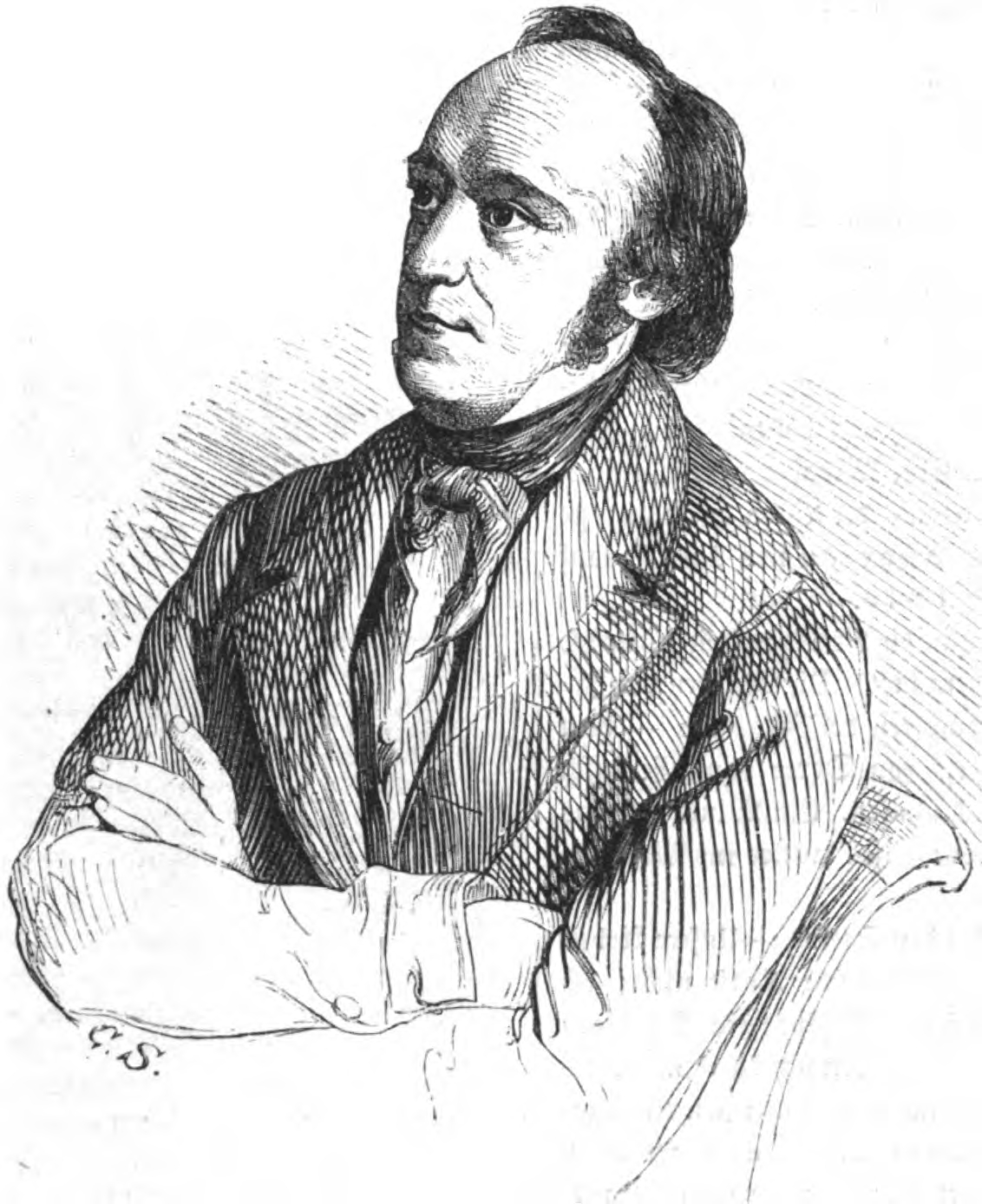
Friedrich Bülau, 1843.

Friedrich Bülau, später Friedrich von Bülau (* 8. Oktober 1805 in Freiberg; † 26. Oktober 1859 in Leipzig) war ein deutscher Schriftsteller, Nationalökonom, Historiker, Hochschullehrer an der Universität Leipzig und Zensor.

## Leben
Friedrich Bülau studierte von 1823 bis 1826 an der Universität Leipzig Rechtswissenschaft und fing Ostern 1828 dort selbst an, Vorlesungen über sächsisches Staatsrecht zu halten, worauf er sich 1829 in der philosophischen Fakultät habilitierte. 1833 wurde er außerordentlicher und 1836 ordentlicher Professor.
Von 1837 bis 1844 besorgte Bülau die Zensur der periodischen Presse, von 1838 bis 1849 die Redaktion der von dem Historiker Karl Heinrich Ludwig Pölitz (1772–1838) begründeten Neuen Jahrbücher der Geschichte und Politik, von Ostern 1843 bis Juni 1848 die der Deutschen Allgemeinen Zeitung und von 1851 bis 1854 die der amtlichen Leipziger Zeitung. Er war zudem Mitarbeiter beim Rotteck-Welckerschen Staatslexikon.
1840 wurde Bülau zum Professor der Staatswissenschaften ernannt. Während der Märzrevolution 1848 und in den Auseinandersetzungen um die Einführung des Dreiklassenwahlrechtes in der preußischen Verfassung von 1850 stand er auf Seiten der Regierung.
Als Vertreter der Leipziger Universität war er zwischen 1851 und 1855 Abgeordneter der I. Kammer des Sächsischen Landtags.

## Schriften (Auswahl)
- Encyklopädie der Staatswissenschaften (Leipzig 1832, 2. Ausgabe 1856).
- Handbuch der Staatswirtschaftslehre (Leipzig 1835).
- Geschichte des europäischen Staatensystems (Leipzig 1837–1839, 3 Bände).
- Allgemeine Geschichte der Jahre 1830–38 (als Fortsetzung von Pölitz’ „Weltgeschichte“, Leipzig 1838).
- die für das Heeren-Ukert’sche Geschichtswerk bearbeitete Geschichte Deutschlands von 1806 bis 1830 (Hamburg 1842).
- Geheime Geschichten und rätselhafte Menschen (Leipzig 1850–1860; 2. Auflage, Leipzig 1863–1864, 12 Bände).
- Seltsame Schicksale aus vier Jahrhunderten. Bernina, Wien/Leipzig 1937.
- Carl von Rotteck: Illustrationen zur Allgemeinen Weltgeschichte. Mit erläuterndem Texte von Friedrich Bülau. Westermann, Braunschweig 1841–1843. Digitalisierte Ausgabe der Universitäts- und Landesbibliothek Düsseldorf.

Außerdem veröffentlichte er mehrere durch die Zeitverhältnisse veranlasste Schriften, wie u. a.
- Zeitfragen aus Politik und Volkswirtschaft. Leipzig 1846.
- Wahlrecht und Wahlverfahren. Leipzig 1849.

sowie eine Übersetzung der Geschichte Englands von Thomas Babington Macaulay (1800–1859) und der kleineren Schriften desselben.
Aus seinem Nachlass erschien
- Die lutherische Geistlichkeit Sachsens vom 16. bis ins 18. Jahrhundert (Leipzig 1874).